# Reticolo monoclino a base centrata

Rappresentazione della cella MBC

Il reticolo monoclino a base centrata (o reticolo MBC) è uno dei 14 reticoli di Bravais, appartenente al sistema monoclino.